# Сарри (округ, Северная Каролина)
Округ Сарри (англ. Surry County) располагается в США, штате Северная Каролина. По состоянию на 2010 год, численность населения составляла 73 673 человека. Получил своё название в честь исторической местности Суррей, Великобритания.

## География
По данным Бюро переписи США, общая площадь округа равняется 1400 км², из которых 1380 км² суша и 10 км² или 0,70% это водоемы.

### Соседние округа
- Карролл (Виргиния) — север
- Патрик (Виргиния) — северо-восток
- Стокс (Северная Каролина) — восток
- Форсайт (Северная Каролина) — юго-восток
- Ядкин (Северная Каролина) — юг
- Уилкс (Северная Каролина) — юго-запад
- Аллегейни (Северная Каролина) — северо-запад
- Грейсон (Виргиния) — северо-северо-запад

## Демография
По данным переписи населения 2000 года в округе проживает 71 219 жителей в составе 28 408 домашних хозяйств и 20 482 семей. Плотность населения составляет 51 человек на км². На территории округа насчитывается 31 033 жилых строений, при плотности застройки 22 строений на км². Расовый состав населения: белые — 90,40 %, афроамериканцы — 4,16 %, коренные американцы (индейцы) — 0,23 %, азиаты — 0,57 %, гавайцы — 0,04 %, представители других рас — 3,45 %, представители двух или более рас — 1,15 %. Испаноязычные составляли 6,49 % населения.
В составе 30,80 % из общего числа домашних хозяйств проживают дети в возрасте до 18 лет, 58,40 % домашних хозяйств представляют собой супружеские пары проживающие вместе, 9,70 % домашних хозяйств представляют собой одиноких женщин без супруга, 27,90 % домашних хозяйств не имеют отношения к семьям, 25,00 % домашних хозяйств состоят из одного человека, 11,70 % домашних хозяйств состоят из престарелых (65 лет и старше), проживающих в одиночестве. Средний размер домашнего хозяйства составляет 2,46 человека, и средний размер семьи 2,92 человека.
Возрастной состав округа: 23,60 % моложе 18 лет, 7,90 % от 18 до 24, 29,00 % от 25 до 44, 24,10 % от 45 до 64 и 15,40 % от 65 и старше. Средний возраст жителя округа 38 лет. На каждые 100 женщин приходится 95,70 мужчин. На каждые 100 женщин старше 18 лет приходится 92,20 мужчин.
Средний доход на домохозяйство в округе составлял 33 046 USD, на семью — 38 902 USD. Среднестатистический заработок мужчины был 27 854 USD против 20 556 USD для женщины. Доход на душу населения был 17 722 USD. Около 9,10% семей и 12,40% общего населения находились ниже черты бедности, в том числе — 15,00% молодежи (тех кому ещё не исполнилось 18 лет) и 17,40% тех кому было уже больше 65 лет.